# Ikumi Hayama
Ikumi Hayama (葉山 いくみ, Hayama Ikumi), née le 17 novembre 1984, est une seiyū.

## Biographie

### Carrière
Elle travaille pour l'agence Clare Voice (ja).

## Doublage

### 2009
- Fairy Tail : Lucky Olietta

### 2012
- Joshiraku : Tetora Bōhatei[2]
- Girls und Panzer : Mai Nekota

### 2013
- Strike the Blood : Sayaka Kirasaka[3]
- L'Attaque des Titans : Anka Rheinberger

### 2015
- DanMachi : Naaza Erisuis
- Gate - Au-delà de la porte : Hamilton Uno Law
- Girls und Panzer der Film : Mai Nekota